# Lesão do ligamento cruzado anterior

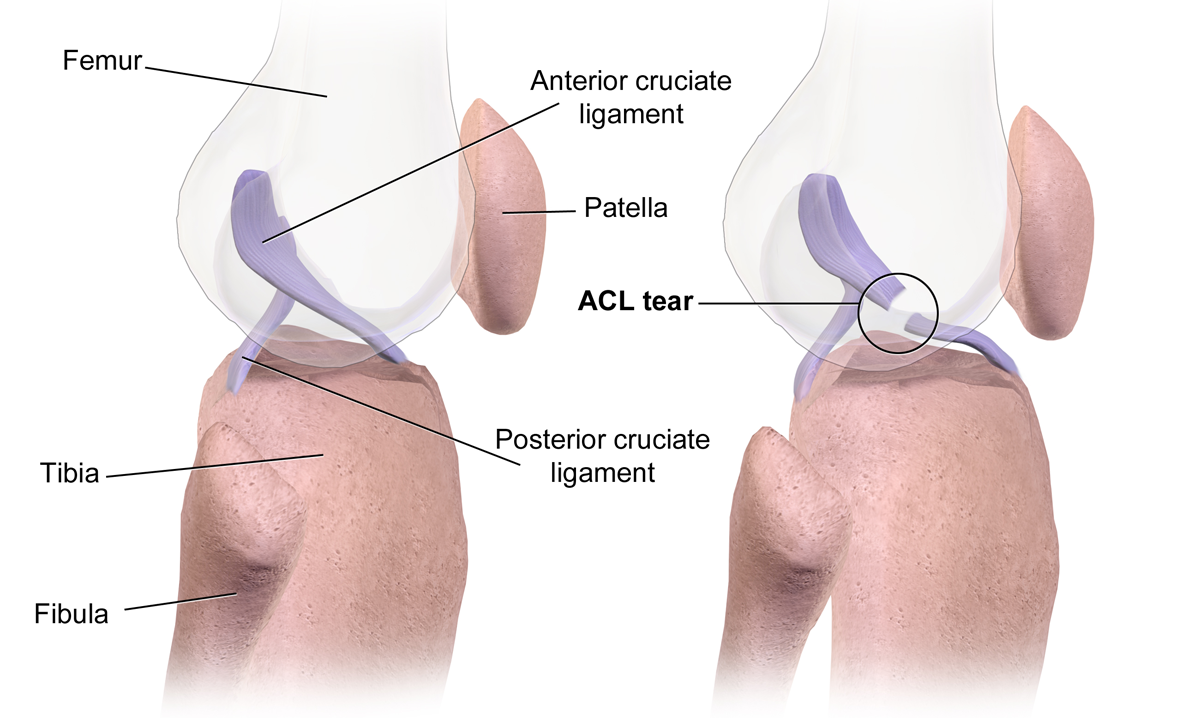
Um rasgo no LCA, uma contusão comum no joelho.

A lesão do ligamento cruzado anterior ocorre quando o ligamento cruzado anterior (LCA) é esticado, parcialmente ou completamente rompido. A lesão mais comum é uma ruptura completa. Os sintomas incluem dor, som de estalo durante a lesão, instabilidade do joelho e inchaço nas articulações. O inchaço geralmente aparece após algumas horas. Em aproximadamente 50% dos casos, outras estruturas do joelho, como ligamentos circundantes, cartilagem ou menisco, são danificadas.
O mecanismo subjacente geralmente envolve uma rápida mudança de direção, parada repentina, aterragem após um salto ou contacto direto com o joelho. É mais comum em atletas, particularmente aqueles que praticam esqui alpino, futebol, futebol americano ou basquetebol. O diagnóstico é geralmente feito por exame físico e, às vezes, é apoiado por ressonância magnética (RM). O exame físico geralmente mostra sensibilidade ao redor da articulação do joelho, redução da amplitude de movimento do joelho e aumento da frouxidão da articulação.
A prevenção dá-se através do treino neuromuscular e fortalecimento do núcleo. As recomendações de tratamento dependem do nível de a,ctividade desejado. Naqueles com baixos níveis de actividade futura, o tratamento não cirúrgico, incluindo órtese e fisioterapia, pode ser suficiente. Naqueles com altos níveis de actividade, o reparo cirúrgico via reconstrução artroscópica do ligamento cruzado anterior é frequentemente recomendado. Isso envolve a substituição por um tendão retirado de outra área do corpo ou de um cadáver. Após a cirurgia, a reabilitação envolve a expansão lenta da amplitude de movimento da articulação e o fortalecimento dos músculos ao redor do joelho. A cirurgia, se recomendada, geralmente não é realizada até que a inflamação inicial da lesão esteja resolvida.
Cerca de 200 mil pessoas são afetadas por ano só nos Estados Unidos. Em alguns desportos, as mulheres têm um risco maior de lesão do LCA, enquanto em outros, ambos os sexos são igualmente afectados. Embora os adultos com ruptura completa tenham uma taxa mais alta de osteoartrite do joelho, a estratégia de tratamento não parece alterar esse risco.